# Gravures rupestres de la région d'Aflou
Les gravures rupestres de la région d'Aflou (Algérie) sont des gravures rupestres du Sud-oranais d'âge néolithique. Au long de l'Atlas saharien, elles font suite, à l'ouest, aux gravures rupestres de la région de Figuig, de la région d'Ain Sefra, de la région d'El-Bayadh puis de la région de Tiaret. Des gravures comparables ont été décrites, plus à l'est encore, dans la région de Djelfa au sud d'Alger, dans le Constantinois et plus au sud dans la région de Taghit.

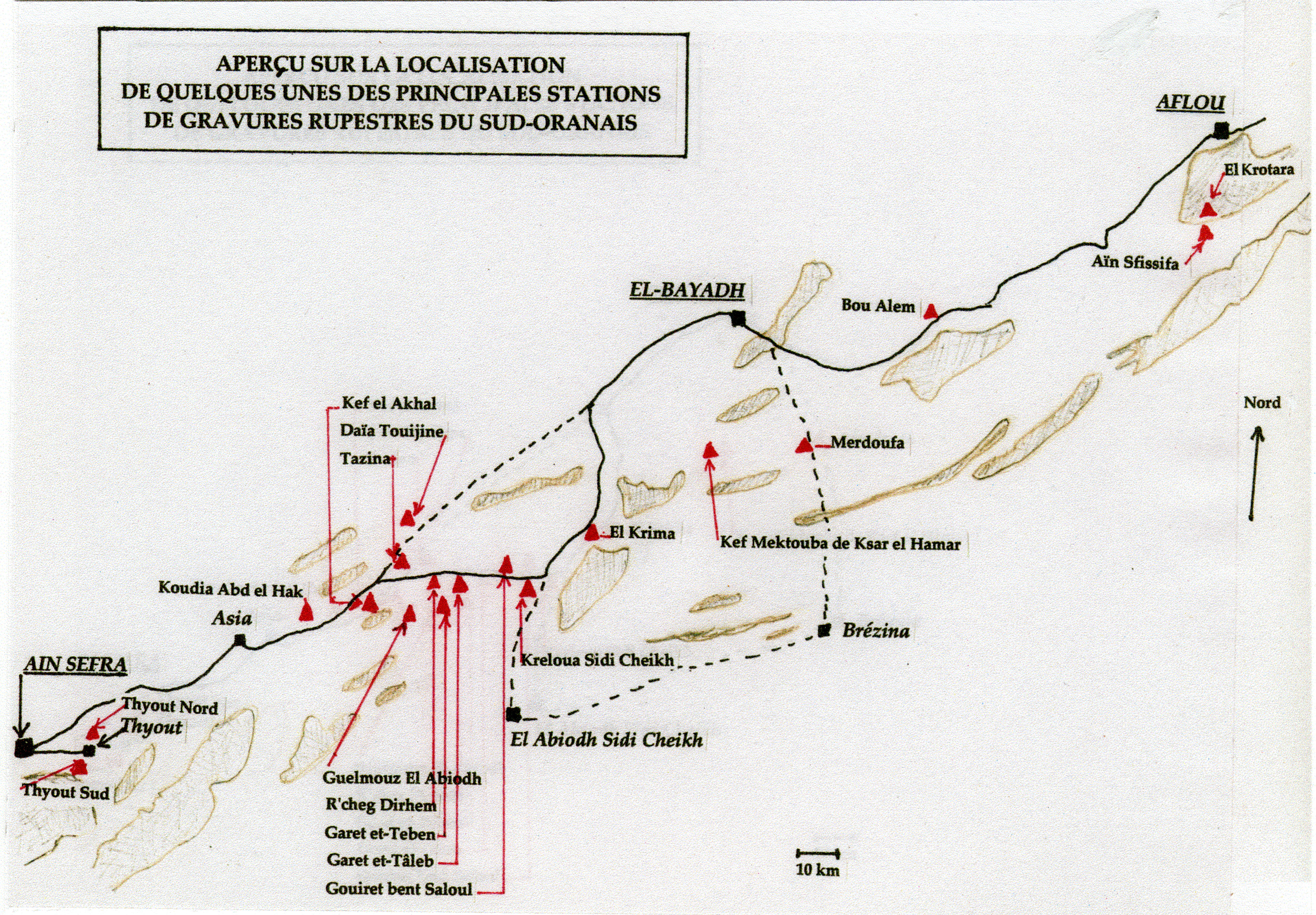
Aperçu sur la localisation de quelques-unes des principales stations de gravures rupestres du Sud-oranais.

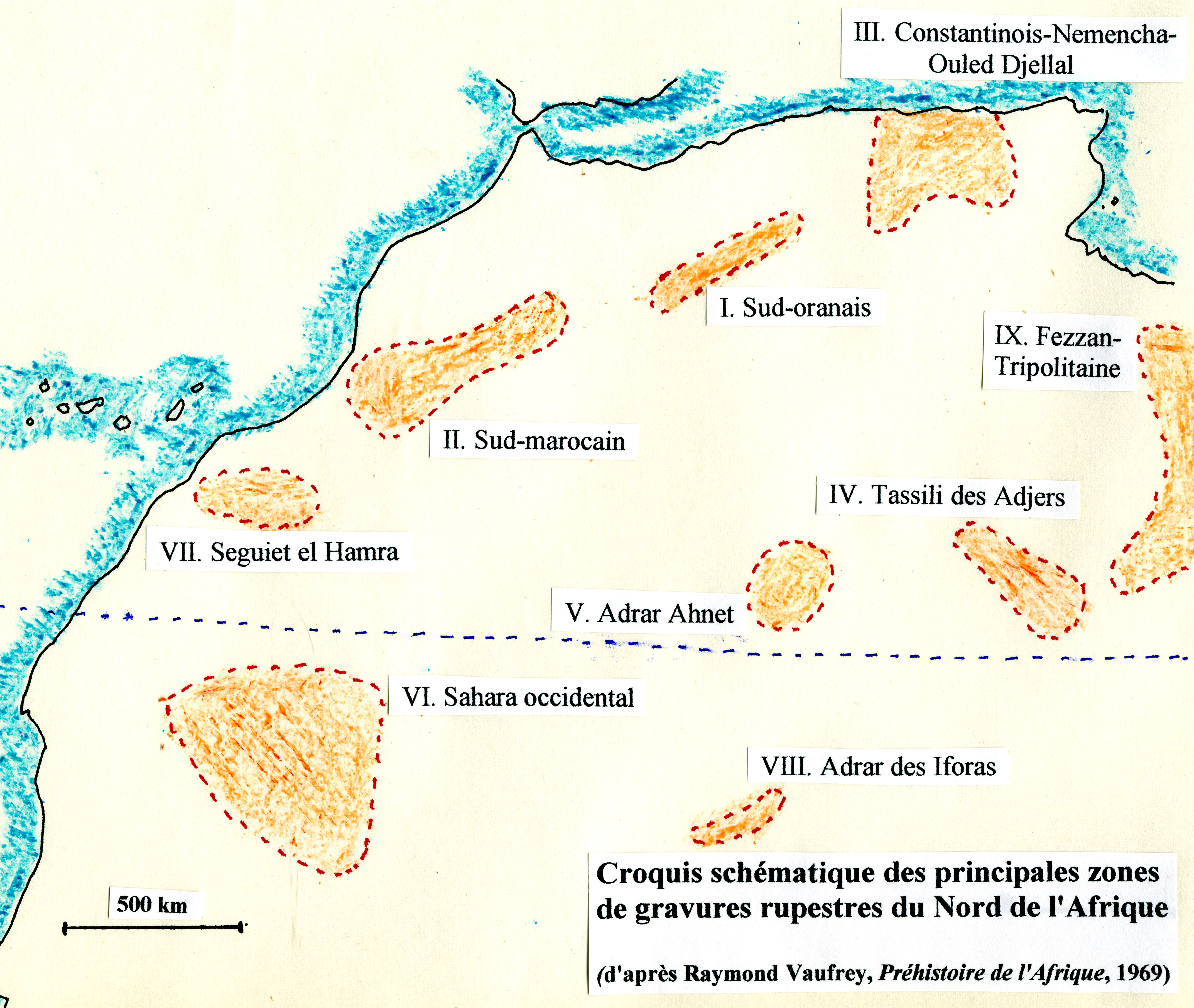
Principales zones de gravures rupestres d'Afrique du Nord.

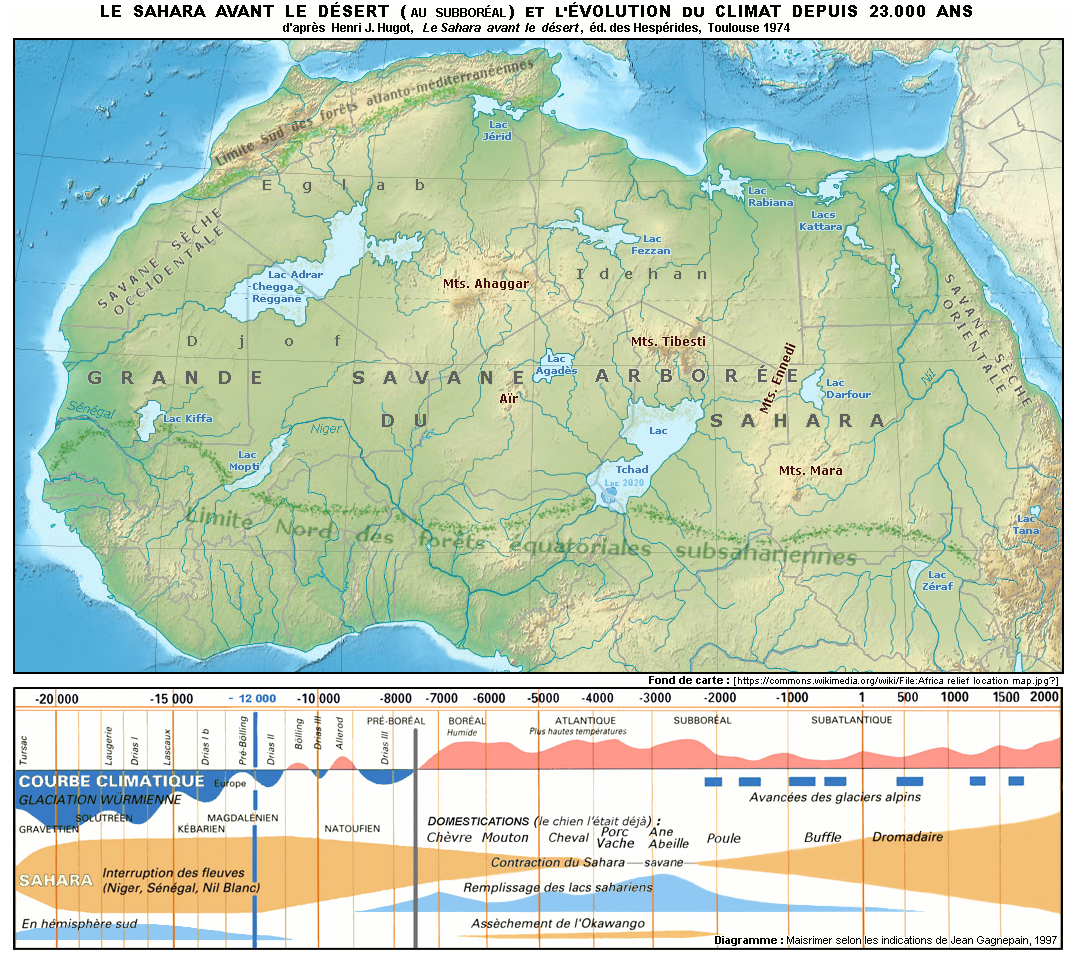
Le « Sahara vert » : la végétation était de type savane arborée et la faune, attestée par les restes fossiles et l'art rupestre, comprenait des autruches, des gazelles, des bovins, des girafes, des rhinocéros, des éléphants, des hippopotames, des crocodiles…

## Historique
Moins célèbres que les figurations du Tassili les gravures du Djebel Amour font cependant l'objet d'études dès 1863. Les travaux les plus importants sont notamment dus à Auguste Pomel (de 1893 à 1898), Stéphane Gsell (de 1901 à 1927), Georges-Barthélemy Médéric Flamand (de 1892 à 1921), Leo Frobenius et Hugo Obermaier (en 1925), l'Abbé Henri Breuil (de 1931 à 1957), L. Joleaud (de 1918 à 1938), Raymond Vaufrey (de 1935 à 1955). En 1955 et 1964  Henri Lhote effectue des séjours de plusieurs mois dans la région qui lui permettent de compléter les recherches précédentes, d'ajouter des centaines de descriptions nouvelles et de publier en 1970 Les gravures rupestres du Sud-oranais dans la série des Mémoires du Centre de recherches anthropologiques préhistoriques et ethnographiques (CRAPE) dirigée à Alger par Mouloud Mammeri (Arts et Métiers graphiques, Paris, 210 pages et reproductions photographiques).
Des travaux plus récents et complets sont connus, notamment ceux de Malika Hachid (nombreux travaux de terrain, inventaires et publications depuis 1979), du Père François Cominardi (1919), de J. Iliou (1980), de Paul Huard et Léone Allard-Huard (1980)..

## Localisations et descriptions

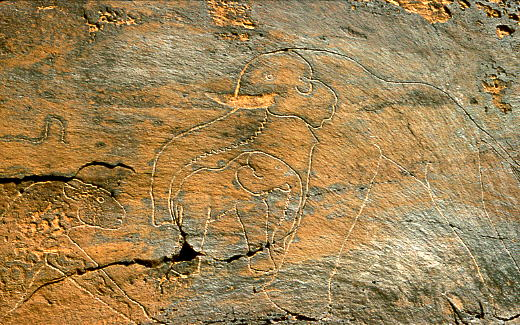
Aïn safsafa, panthère et éléphants.

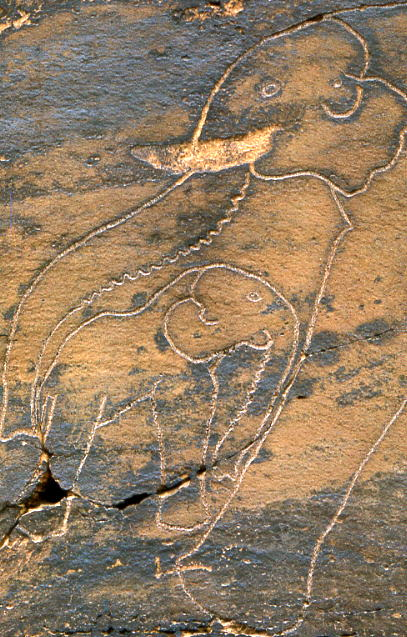
Aïn safsafa, éléphants, détail.

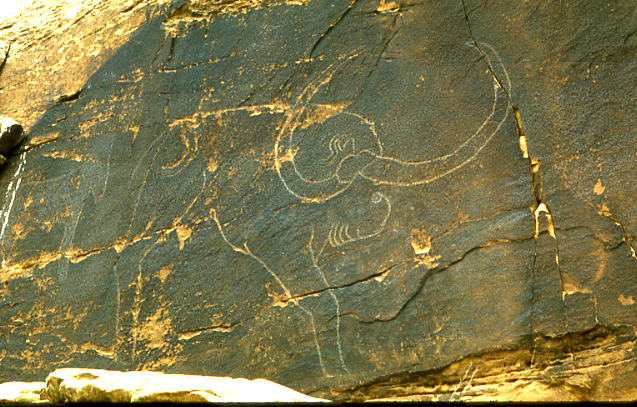
Aïn safsafa, bubale (L: 240 cm).

Sur les 69 stations, entre Figuig et El Ghicha, recensées et numérotées dans cet ouvrage, 11 appartiennent à la région d'El Ghicha : Kef Mektouba d'El Ghicha (no 59), Djebel Taggout (60), Oued Medsous (61), Kef Raaïlle (62), Aïn safsafa (63), El Khotara (64), El Ghicha (65), El Hamra (66), El Kharrouba (67), El Harhara (68) et Fedjet el Kheil (69). Les deux premières stations sont à l'ouest de la ville, les deux suivantes au nord-est, les autres au sud. Henri Lhote ne consacre de courtes notices qu'à six d'entre elles.
Kef Mektouba d'El Ghicha se trouve à 180 km environ à l'est d'El-Bayadh, à peu de distance au nord de la route menant à El Ghicha (éléphants).
El Khotara, découverte en 1897 est proche de la source, à l'est, appelée « Aïn Khotara » (deux petits rhinocéros, trois mammifères indéterminés et une autruche de médiocre facture, un petit personnage linéaire d'époque libyco-berbère).
El Hamra, falaise gréseuse parallèle à l'Oued El Richa située à 39 kilomètres d'Aflou et à 3 kilomètres en amont du village d'El Richa, a souvent été désignée, depuis sa découverte en 1897, sous le nom de ce village. Plusieurs de ses panneaux sont célèbres, figurant une ânesse et ses ânons ou un combat de buffles de style naturaliste, chacun des deux long de 2,80 m avec 1,70 m au garrot et une envergure des cornes de 1,65 m. Une figure humaine masquée, sous-jacente, y est associée, d'une hauteur de 1,20 m. D'autres gravures représentent deux grands éléphants, un lion de style dit de Djattou (2,90 m environ), un bélier à sphéroïde accompagné de deux orants, un rhinocéros, deux buffles, un bœuf, des antilopes, des canidés et un accouplement de qualité médiocre.
Aïn safsafa (ou Aïn Sfissifa) , vraisemblablement le site le plus important de la région, a été découvert par le capitaine Maumené en 1898 et selon Ginette Aumassip est « l'un des chefs-d'œuvre de l'art naturaliste monumental » (p. 29). Il se situe à 10 km à l'ouest d'El Richa, à une cinquantaine de mètres à droite de la piste allant d'Aflou à El Richa. Une remarquable scène montre un éléphant protégeant son éléphanteau guetté par une panthère. Pour suggérer sa fourrure le graveur a profondément entamé l'épaisse patine de la roche, en ajourant la couleur dorée.
La station montre encore de grands bubales (2,40 m de longueur), l'un altéré, l'autre de très bonne qualité dont la tête a été particulièrement soignée, un éléphant, un âne et deux autruches.
Djbel Taggout se situe à 45 km à vol d'oiseau au sud-ouest d'Aflou (éléphant).
Kef Raaïlle, à 16 km à l'est de la ville, présente également un éléphant.

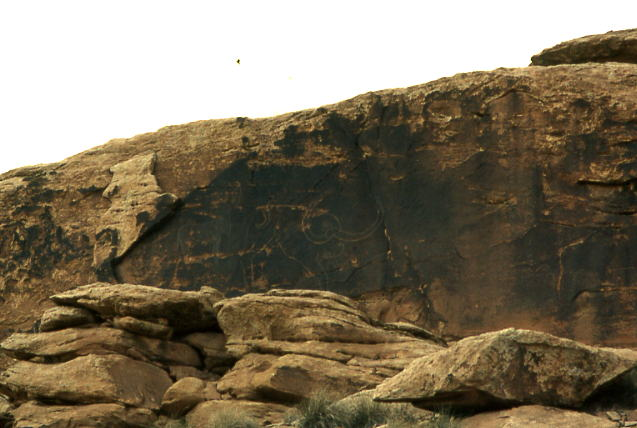
Aïn safsafa, site.
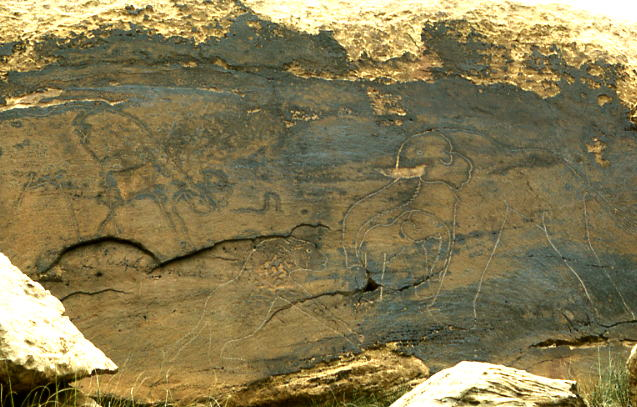
Aïn safsafa, panthère et éléphants (L: 460 cm)
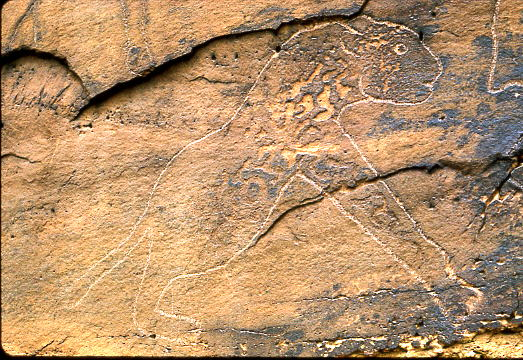
Aïn safsafa, panthère, détail (H tête: 42 cm)
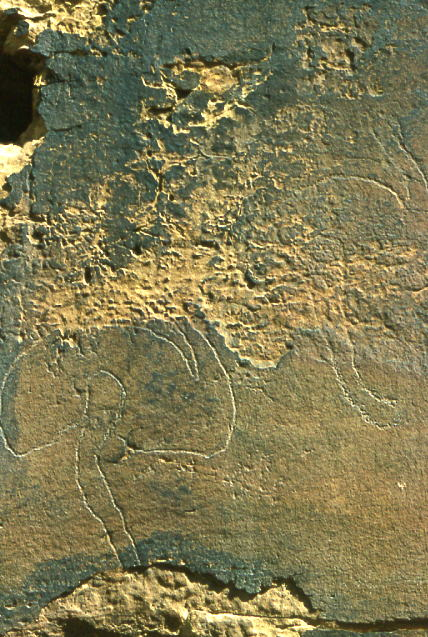
Aïn safsafa, autruches
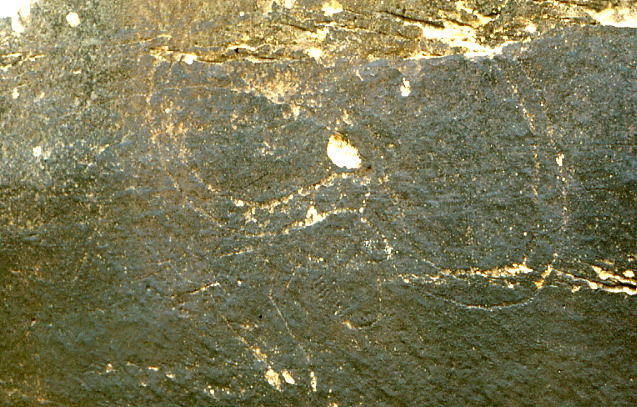
Aïn safsafa, bubale
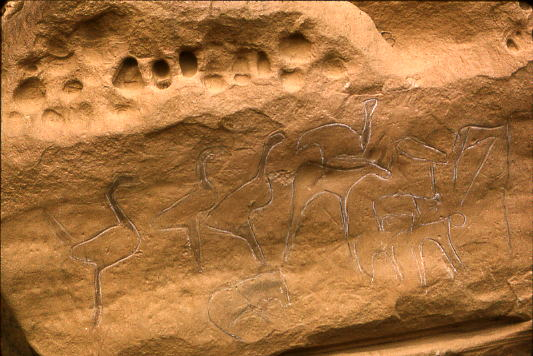
El Khotara, autruches

## Éléments de bibliographie
: source utilisée pour la rédaction de cet article
- Aumassip (Ginette), Trésors de l'Atlas, Alger, Entreprise nationale du Livre, 1986.
- Balout (L.), Préhistoire de l'Afrique du Nord, Paris, A.M.G., 1955 (544 p., 29 fig.)
- Breuil (H.) et Frobenius (L.), L'Afrique, Cahiers d'Art, numéro spécial, Paris, 1931 (122 p.)
- Cominardi, F., Chebka Dirhem I nouvelle station rupestre des Monts des Ksour, dans "Lybica", tome XXIV, CRAPE, Alger, 1976 (p. 141–170) [découverte d'un bélier à sphéroïde de l'école dite de Tazina].
- Flamand (G.B.M.), Les Pierres écrites, Paris, Masson, 1921 (434 p., 22 fig., 53 pl.)
- Frobenius (L.) et Obermaier (H.), Haschra Maktuba, Munich, Kurt Wolff, 1925 (62 p., 6 cartes, 160 pl.)
- Gautier (E.F.), Sahara algérien, Paris, A. Colin, 1908 (371 p., 61 fig., 52 pl.)
- Hachid (Malika), El-Hadjra el-Mektouba. Les Pierres écrites de l'Atlas saharien, Alger, ENAG, 1992, 1 tome de texte, 1 tome de plus de 400 photographies.
- Huard (Paul) et Allard-Huard (Léone), Nouvelles gravures rupestres du Sud-Oranais, dans Bulletin de la Société préhistorique française, tome 77, n°10-12, 1980. Études et Travaux. pp. 442-462.
- Lhote (Henri), Les Gravures rupestres du Sud-oranais, Arts et Métiers graphiques, Paris, 1970.
- Lhote (Henri), Les gravures rupestres de l'Oued Djerat (Tassili-n-Ajjer), Mémoires du Centre de Recherches Anthropologiques, Préhistoriques et Ethnographiques, SNED, Alger, 1976 (2 tomes, 830 pages et nombreuses planches).
- Vaufrey (Raymond), L'Art rupestre nord-africain, Paris, Masson, 1939 (127 p., 58 fig. 54 pl.)
- Vaufrey (Raymond), Préhistoire de l'Afrique, tome II, Au nord et à l'est de la grande forêt, Tunis, Service des Publications et échanges de l'Université de Tunis, 1969 (372 p.), p. 143–149.